# إلفير أدجامونسي
إلفير أدجامونسي (بالفرنسية: Elvire Adjamonsi)‏، هي مُمثلة ومُنتجة ومُخرجة سينمائية بنينية.

## سيرتها الشخصية
ولدت أدجامونسي في بنين وأكملت درجة البكالوريوس في الاتصال المرئي من المعهد الأفريقي للتنمية في بوركينا فاسو. أنتجت أدجامونسي أول فيلم وثائقي لها بعد وقت قصير من إنهاء دراستها. وهو فيلم «المياه طوال العام» ومدته 26 دقيقة حول السدود الصغيرة في بوركينا فاسو. وقد فاز سيناريو «بيدوسيسي» الذي كتبته بالمركز الثاني في مسابقة آبروميديا التي أقيمت بالتعاون مع منظمة أليانس فرانسيز في بانجي. وقد وقع الاختيار على السيناريو في 2004 للمشاركة في تطوير ورشة العمل «سود إكريتير» في المغرب وتونس والتي تدعمها المنظمة الدولية الفرانكوفونية والمركز الوطني للسينما والرسوم المتحركة ومؤسسة هربرت بولز.
في 2010، كتبت أول فيلم قصير لها بعنوان «الملعونة»، والذي عُرضّ في أول مهرجان للسينما الفرنكوفونية في أتكابامي (توغو)، ثم كتبت فيلم قصير آخر بعنوان (سيكا الساحرة الصغيرة). ثم أنتجت فيلمًا وثائقيًا آخر، هو «توليغبا»، حول الإله البنيني الذي يحمل نفس الاسم ويعتبر شيطانًا ومع ذلك فهو يحمي الناس.
شاركت أدجامونسي في عدة مسلسلات تلفزيونية كممثلة، أشهرها «رحلة مسمار» و«باوباب» والتي عُرضَت في جميع أنحاء أفريقيا. كما عملت كمساعد مخرج في القناة 2 على التلفزيون البنيني.
بالإضافة إلى عملها السينمائي، بدأت أدجامونسي العمل كصحافية ومصممة جرافيك. عملت في العديد من المجلات، بما في ذلك المجلة الفرنسية للثقافة الأفريقية ومجلة آفياڤي والعديد من الصحف البنينية، بما في ذلك التقدم والفجر والأخوة والبنينيون.
اشتهرت أدجامونسي بعملها في مجال التنمية الثقافية، لا سيما في البلدان الناطقة بالفرنسية بوجود دعم حكومي ضعيف أو منعدم للثقافة. كما أنها أسست وأدارت مهرجانات سينمائية ومسرحية وموسيقية، بما في ذلك: لاغون-إيميج (بنين، 2000)، أيام المسرح في الريف، (بوانت-نوار، 2003-2004)؛ لو نغومبي (بانجي، 2001)؛ فيثيب (بنين، 2006)؛ نسانغو نجينجي (بوانت-نوار، 2008)؛ فيثا (ساحل العاج)؛ آر سي جي (كينشاسا)؛ ودبيندي آ كايا (بوركينا فاسو)؛ جوثيك (بوانت-نوار، الكونغو) وفريكورت. في 2016، نظمت مهرجانًا لمسرح العرائس ومهرجانًا لفن الشارع. بالإضافة إلى ذلك، عملت أدجامونسي مع فرق الأوركسترا وشركات المسرح والمؤسسات الثقافية وشركات الإنتاج وهيئات البث. وهدفها هو جعل أفريقيا مركزًا عالميًا للفنون والثقافة.

## روابط خارجية
- elvir71 على تويتر.
- Sessi، فيلم قصير لإلفير أدجانومسي